# Гопфіон

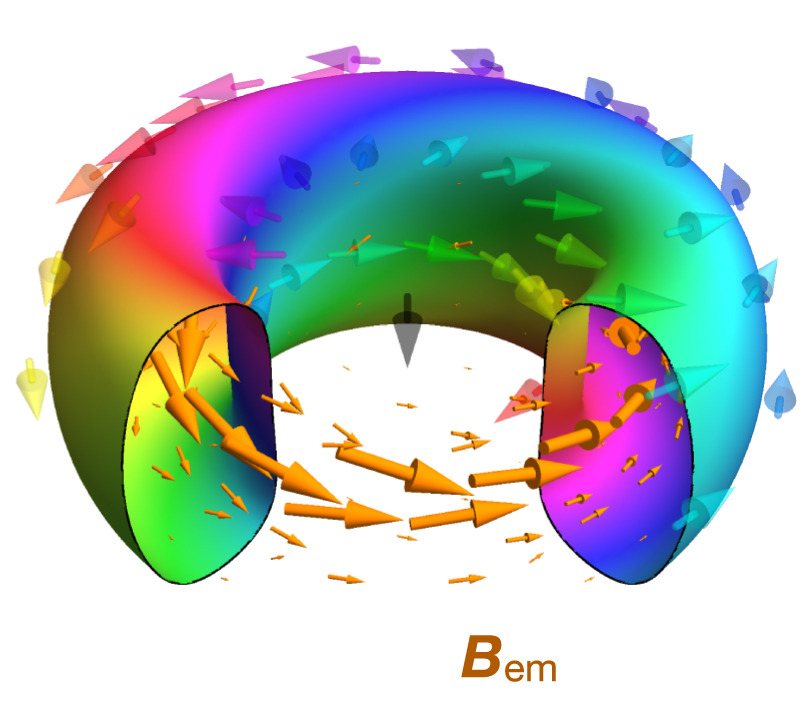
Модель магнітного гопфіона в твердій речовині. B _{em} – магнітне поле, що виникає (помаранчеві стрілки); у гопфіоні воно не вирівнюється із зовнішнім магнітним полем (чорна стрілка).

Гопфіон , або солітон Гопфа, — топологічний солітон. Це стабільна тривимірна локалізована конфігурація трикомпонентного поля {\displaystyle {\vec {n}}=(n_{x},n_{y},n_{z})} з вузловою топологічною структурою. Іншими словами, гопфіон являє собою вузол в тривимірному безперервному полі одиничних векторів і його не можна розв'язати, не розрізавши. Має назву на честь німецького математика Гайнца Гопфа.
Гопфіони є тривимірними аналогами скірміонів, які демонструють подібні топологічні властивості в двовимірному просторі. Отже, оскільки гопфіони є тривимірними солітонами, їхня поведінка має бути подібною до частинок: солітон є рухливим і стабільним, тобто він захищений від розпаду енергетичним бар'єром. Він може бути деформований, але завжди зберігає цілочисельний топологічний інваріант Гопфа, тобто загальний топологічний заряд системи (загальний індекс Гопфа) є константою.
Як правило, гопфіони описуються нелінійними диференціальними рівняннями в частинних похідних в фізичних системах, і навіть чисельні обчислення є дуже складними. Модель, яка підтримує гопфіони, було запропоновано наступним чином 
{\displaystyle H=(\partial {\bf {n}})^{2}+(\epsilon _{ijk}{\bf {n}}\cdot \partial _{i}{\bf {n}}\times \partial _{j}{\bf {n}})^{2}}
Для стабілізації гопфіонів вимагаються члени похідних вищого порядку.
В теорії фізична природа гопфіонів може бути різною. Стабільні гопфіони були передбачені в межах різних фізичних платформ, включаючи теорію Янга-Мілса , надпровідність  та магнетизм . Зокрема, Антоніо Раньяда показав, що існують рішення рівнянь Максвела із структурою, подібною до гопфіона.

## Експериментальне спостереження
Гопфіони спостерігалися експериментально  у багатошарах Ir/Co/Pt за допомогою рентгенівського магнітного кругового дихроїзму  та в поляризації монохроматичного світла у порожньому просторі.